# Hệ động vật Madagascar
Hệ động vật ở Madagascar là tập hợp các quần thể động vật hợp thành hệ động vật ở nơi đây. Hệ động vật ở đây là một phần của đời sống hoang dã của Madagascar. Đây là một hệ động vật độc đáo với nhiều quần thể các loài động vật đặc hữu chẳng nơi nào có được, nhất là các loài trong nhóm vượn cáo.

## Tổng quan
Madagascar đã được một hòn đảo bị cô lập cho khoảng 70 triệu năm, phá vỡ đi từ châu Phi khoảng 165 triệu năm trước đây, sau đó từ Ấn Độ gần 100 triệu năm sau đó. Sự cô lập này đã dẫn đến sự phát triển của một loạt loài động vật đặc hữu độc đáo. Trước khi con người đến khoảng 2.000 năm trước đây, đã có nhiều động vật lớn và bất thường sinh sống ở đó. Hệ sinh thái thường được lấp đầy bởi các loài động vật với những câu chuyện hoàn toàn khác với những người anh em trên đại lục châu Phi, thường dẫn đến sự tiến hóa hội tụ.
Mặc dù có khí hậu thảo nguyên, nhiệt đới mưa nhiều giống các nước Châu Phi, nhưng ở Madagascar, các loài động vật quen thuộc như voi, hà mã, sư tử lại hiếm hoi, thay vào đó là các loài quý hiếm như khỉ cáo và linh miêu Mã Đảo. Ankarana Motagne d’Ambre là công viên nằm ở phía Bắc đất nước, đây là nơi sinh sống của rất nhiều loài bò sát, lưỡng cư và vượn cáo. Ngoài ra, công viên Kirindy và khu sinh thái phía Tây Madagascar. Một tỷ lệ lớn các loài động vật đặc hữu đã biến mất Malagasy ra kể từ khi sự xuất hiện của con người, đặc biệt là hầu hết các động vật cỡ lớn. Mặc dù vậy, và nạn phá rừng lớn, Madagascar vẫn là nhà của một mảng đáng kinh ngạc của động vật hoang dã, phần lớn trong số đó là duy nhất trên thế giới.
Madagascar có hệ động thực vật hết sức đa dạng và độc đáo, trong đó có loài giống như lai chó và mèo, 70 loài vượn cáo, cáo bay và cầy sọc cùng nhiều phân loài. Hòn đảo được hình thành từ hơn 120 triệu năm trước, trong khi đó, các loài động vật bắt đầu xuất hiện ở đây khoảng 65 triệu năm trước. Tại Madagascar, người ta tìm thấy hơn 600 loài động vật mới, trong đó có loài linh trưởng nhỏ nhất thế giới và tắc kè đổi màu trong suốt một thập kỷ qua. Tuy nhiên, nhiều loài trong số này đang có nguy cơ tuyệt chủng, do môi trường sống bị hủy hoại. Có tới 9 trên 10 loài vượn cáo trên quốc nào này đang trên bờ vực tuyệt chủng.
Ngày nay, Madagascar là một điểm chính cho du lịch sinh thái, với hơn năm mươi công viên quốc gia và dự trữ được bảo vệ khác. Các loài sinh vật ở Madagascar tiến hoá trong môi trường không có các loài thú ăn thịt tự nhiên nên rất nhiều loài động vật ở đây không sợ con người. Du khách có thể dễ dàng tiến đến gần một bầy vượn cáo khi đi bộ trong công viên, mặc dù điều này có vẻ bất thường ở những vùng có hoạt động săn bắn. Vượn cáo được phép săn bắn lấy thịt ở nhiều vùng của Madagascar.

## Hệthú

### Vượn cáo

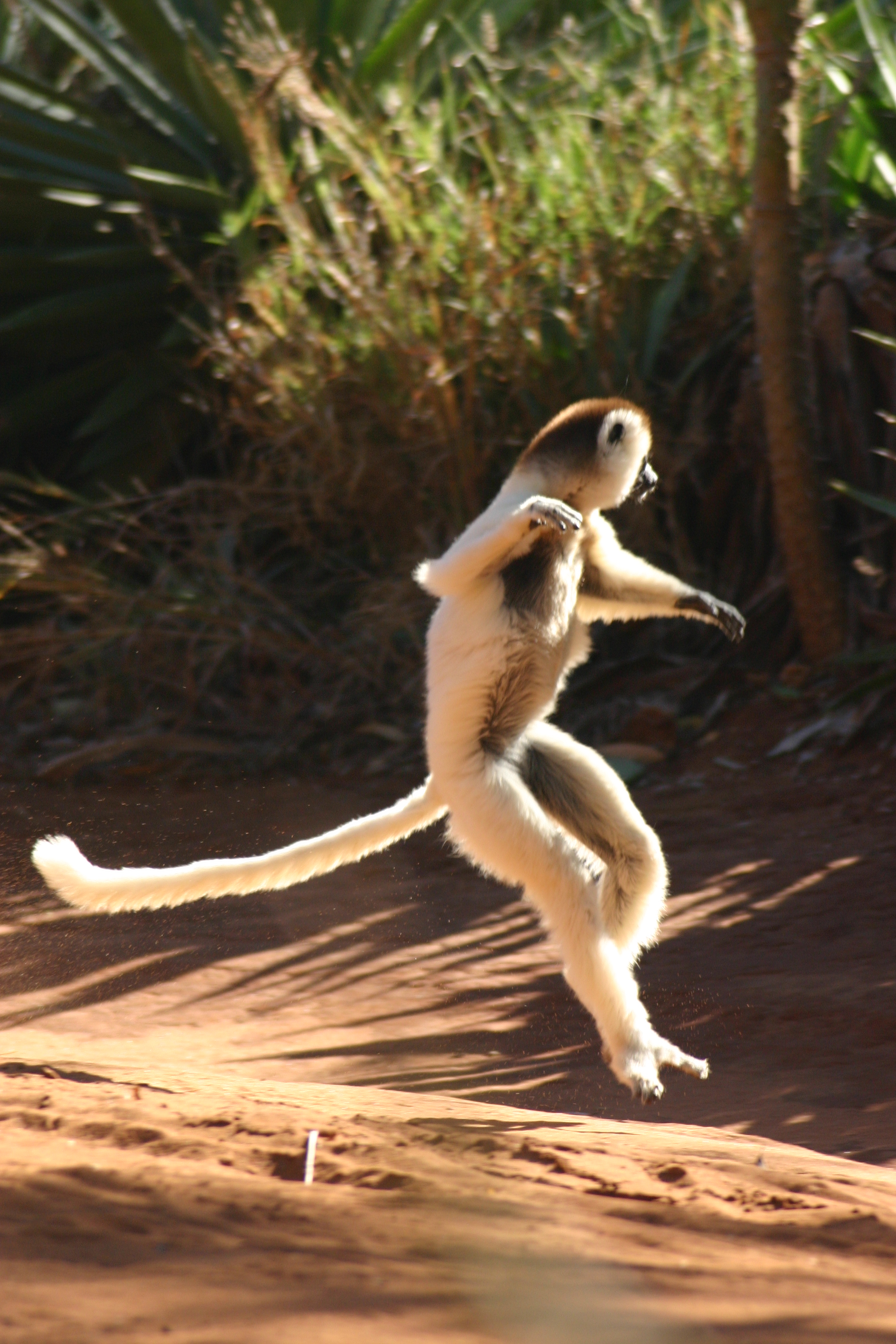
Một con vượn cáo

Vượn cáo là loài động vật có vú nhưng vì chúng được xem như loài độc vật biểu trưng của Madagascar, được phân thành một loại riêng. Vượn cáo là một loài linh trưởng trông giống như một loài lai giữa mèo, sóc và chó. Chúng là loài duy nhất ở đây có thể tạo ra âm thanh như những con cá voi (loài Indri) hay nhảy như (loài sifaka). Vượn cáo là thành viên của bộ động vật có vú phát triển cao nhất (bộ bán hầu), là tiền thân của loài khỉ hiện đại và khỉ hình người. Lý do duy nhất giải thích sự sống sót của loài vượn cáo đến ngày nay đó là sự tách biệt của Madagascar.
Hầu hết các loài linh trưởng khác giống loài vượn cáo ở những nơi khác trên thế giới đều bị tuyệt chủng hàng triệu năm trước khi loài khỉ thông minh xuất hiện. Con người cũng góp phần tiêu diệt hàng loạt loài vượn cáo trong thiên niên kỷ trước. Ngày nay còn tồn tại khoảng 99 loài và phân loài vượn cáo, kể cả những khám phá mới (mới đây có thêm 2 loài vượn cáo được phát hiện). Vượn cáo có trọng lượng dao động từ 25g ở loài vượn lùn châu Phi đến 10 kg ở loài Indri.
Loài vượn cáo thường được phân loại theo thời gian hoạt động của chúng: ban ngày và về đêm. Loài vượn đêm thường nhỏ hơn và sống ẩn dật hơn những con hoạt động ban ngày. Loài vượn nâu phát âm thanh giống kiểu lẩm bẩm hay chửi thề, còn loài sifaka phát ra những âm thanh chiếp chiếp kỳ quái, tiếng gọi của những con Indri nghe như sự kết hợp của tiếng còi cảnh sát và âm thanh của những chú cá voi lưng gù. Vượn cáo Mã đảo có ngoại hình trông rất đẹp, mặt cáo mình khỉ, tay ngắn, lông dày, đa số có đuôi để giữ thăng bằng khi chạy nhảy, vừa có cánh tay thiện nghệ để leo trèo. Kể từ khi con người xuất hiện tại Madagascar, hơn một phần ba số vượn cáo tại đây đã tuyệt chủng và số còn lại đang có nguy cơ biến mất.
- Loại phổ biến là khỉ cáo vằn, vóc dáng như mèo, lông nhung vừa dài vừa nhiều, đen trắng đan xen, miệng đen mặt trắng, đuôi vằn đen trắng đan xen rất đẹp và hấp dẫn người xem. Nó không bám trên cây như các loài khỉ cáo khác mà ở trên vách đá.
- Khỉ cáo đuôi ngắn là lớn nhất, chiều cao đạt tới 90 cm, thân dài 10 cm, đuôi dài 15 cm.
- Vượn cáo mặt đen: một loại khỉ tay rất đặc thù: toàn thân màu nâu tối, độ lớn cỡ như mèo, mặt ngắn, tai to, móng vuốt đặc biệt dài và linh hoạt, dùng để bắt côn trùng trong các bọng cây hoặc các khe hở.
- Loài vượn cáo trắng quý hiếm: Loài vượn cáo chỉ có duy nhất tại Madagascar. Số lượng loài này ước tính là khoảng 100 con.

### Họ cầy
Ngoài loài vượn cáo, còn có rất nhiều động vật thú vị khác sống ở Madagascar. Ở đây có 8 loài thuộc họ Cầy một nhóm động vật có vú bao gồm cả cầy mangut. Còn có cầy Fossa, loài ăn thịt lớn nhất ở Madagascar. Linh miêu mã đảo là loài rất quý, thân hình giống như con chồn, độ lớn bằng con chó, chân ngắn, đuôi dài. Các đốm vằn trên mình tương đối ít. Không giống những con mèo bình thường khác, khỉ cáo và mèo mã đảo thuộc về động vật có vú nguyên thủy, có giá trị khoa học quan trọng đối với việc nghiên cứu sự tiến hoá của sinh vật, được mệnh danh là thạch hoá sống.
Cầy Tenrec là một loài đáng chú ý khác trên hòn đảo này. Chúng là những loài ăn côn trùng hiếm có sống phân tán trên khắp hòn đảo như nhím, chuột, chuột chù, thú có túi ôpôt và cả rái cá. Trong khi một số ít chủng loại Tenrec được tìm thấy ở Trung Phi, thì ở Madagascar đã tìm thấy 30 loài. Cuối cùng, Madagascar cũng là nơi sinh sống của rất nhiều loài dơi và các loài gặm nhấm, bao gồm loài chuột nhảy cao nổi tiếng.

## Hệchim
Hệ chim ở đây khá phong phú, loài chim rất ưu ái Madagascar. Trong khoảng 280 loài chim của hòn đảo này và nhiều loài lai, 115 loài trong số đó là đặc hữu thuộc 36 chi, nhiều hơn bất cứ quốc gia nào khác ở châu Phi. Điều đáng buồn là kho báu đích thực của Madagascar, loài chim voi, đã biến mất cách đây 200 năm. Loài chim này cao khoảng 10 feet (3m), nặng 1100 pao (500 kg).

## HệLưỡng cư
Ếch là loài lưỡng cư duy nhất được tìm thấy ở Madagascar chúng không phải cóc, kỳ giông hay sa giông. Ở Madagascar có hơn 300 loài ếch, 99% là loài đặc hữu bao gồm loài ếch Mantella sặc sỡ và có độc. Chỉ một loài không có độc là ếch cà chua.

## HệBò sát
Madagascar là quê hương của gần 300 loài bò sát, hơn 90% trong số đó là loài đặc hữu nhưng không một loài nào nguy hiểm đối với con người. Rắn Madagascar có răng nanh sau và không hề gây hại. Một số loài nổi tiếng hơn như tắc kè hoa gồm tắc kè hoa đích thực, là bậc thầy thay đổi màu sắc, và tắc kè Brookesia có kích thước nhỏ xíu, những con trưởng thành thì chỉ to bằng đầu ngón tay.

## Khu hệCá
Madagascar có những dải san hô ngầm đẹp và những điểm ngắm cá voi đẹp nhất hành tinh. Nhưng cá nước ngọt ở đây không có được môi trường thuận lợi. Môi trường sống bị mất đi - đặc biệt khi có sự chuyển đổi từ hệ thực vật địa phương sang trồng các loại cây lúa gạo - kết hợp với sự xói mòn khủng khiếp từ việc tàn phá rừng và sự nhập cư của một số loài ngoại lai là nguyên nhân ảnh hưởng đến các loài cá địa phương.

## Loài không xương
Hòn đảo có một số loài côn trùng đáng chú ý gồm loài bướm đêm lộng lẫy và loài gián huýt gió khét tiếng. Không thân thiện và khá nguy hiểm đối với những nhà thám hiểm rừng rậm vào những ngày mưa là những con đỉa. Nhưng bạn hãy yên tâm vì chúng không gây ra bất cứ căn bệnh hay một sự nguy hại nào thực sự nghiêm trọng.